# Коротконогий тритон
Коротконогий тритон (Pachytriton) — рід земноводних родини саламандрові ряду Хвостаті. Має 8 видів.

## Опис
Загальна довжина представників цього роду коливається від 14 до 19 см. Спостерігається статевий диморфізм: самиці більші за самців. За молекулярною складовою схожі на парамезотритонів та далекосхідних тритонів. Голова доволі сплощена та витягнута. Очі досить маленькі. Тулуб потужний та циліндричний. Хвіст доволі довгий широкий та сплощений. Кінцівки редуковані, маленькі. Звідси походить назва цього роду.
Голова та спина забарвлені у темні кольори: коричневий, чорний, бурий зі світлими плямами, що розкидані хаотично. Черево, горло на низ хвоста яскравого кольору: червоні, помаранчеві з темними плямами або цятками.

## Спосіб життя
Полюбляють швидкі річки. Воліють перебувати у прохолодній воді. Ведуть практично водяний спосіб життя, лише іноді виходять на суходіл. Зустрічаються на висоті до 1700 м над рівнем моря. Харчується безхребетними, дрібною рибою, іншими земноводними, молюсками та ракоподібними.
Процес парування та розмноження натепер ще не достатньо вивчено.

## Розповсюдження
Це ендеміки Китаю.

## Види
- Pachytriton archospotus
- Pachytriton brevipes
- Pachytriton changi
- Pachytriton feii
- Pachytriton granulosus
- Pachytriton inexpectatus
- Pachytriton moi
- Pachytriton wuguanfui
- Pachytriton xanthospilos